# Meiningen (Duitsland)
Meiningen is een stad in de Duitse deelstaat Thüringen. De gemeente ligt in de regio Franken en is de hoofdstad van de Landkreis Schmalkalden-Meiningen. Op 31 december 2013 telde Meiningen 24.722 inwoners.

## Geografie

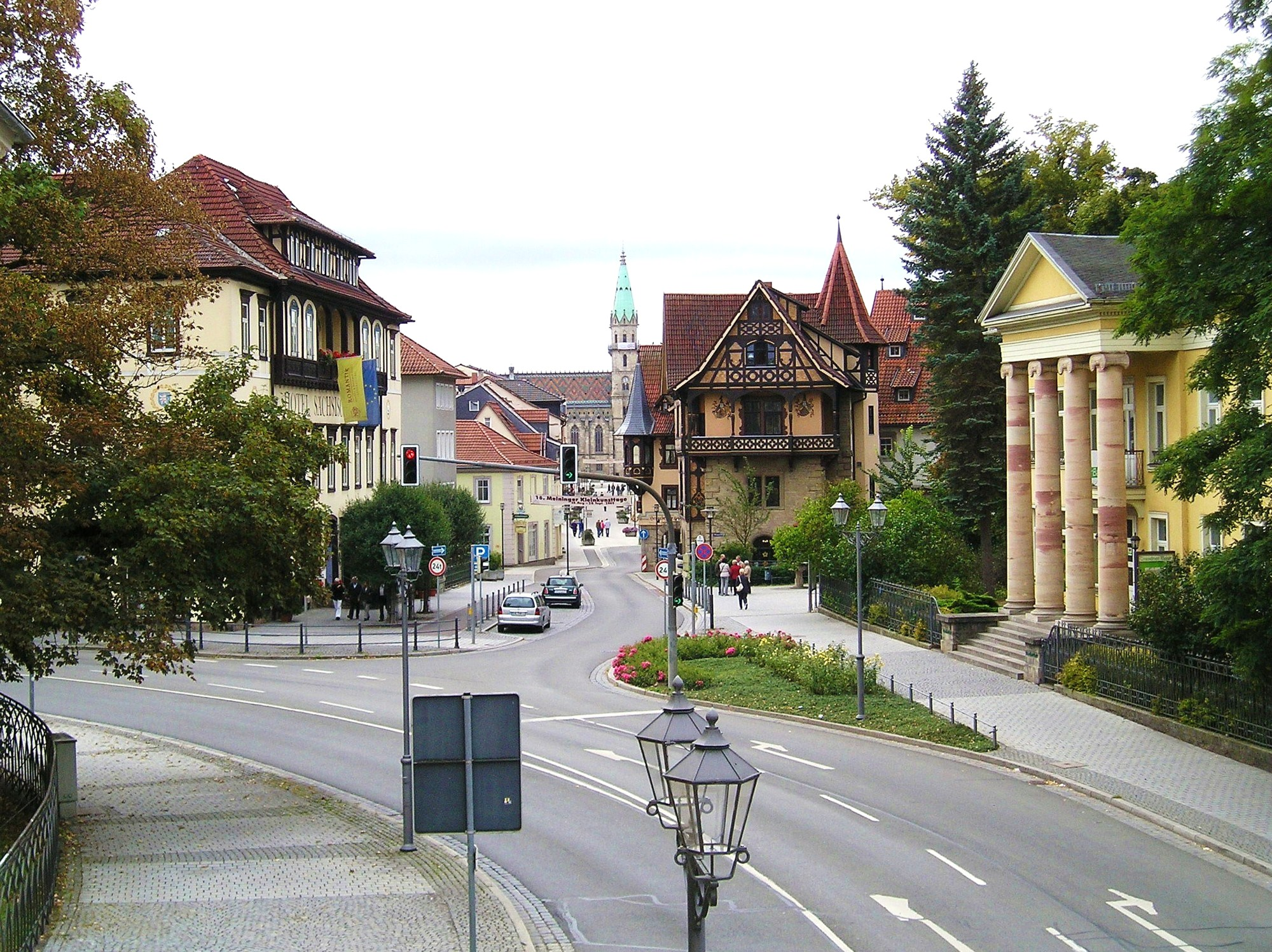
Centrum; uitzicht vanaf Bernhardstraat naar Georgstraat in Meiningen

Meiningen ligt op de oevers van de rivier de Werra in het zuiden van Thüringen. De dichtstbijzijnde grote steden zijn Erfurt, Würzburg en Frankfurt am Main. Meiningen ligt op een hoogte van 287 meter boven de zee, de omliggende bergen hebben een hoogte van 400-499 meter. De stad bestaat uit drie delen; de eigenlijke stad Meiningen en de voorsteden Dreissigacker (rond 1.350 inwoners) en Herpf (rond 920 inwoners). Op 31 december 2015 leefden hier 21.231 mensen.

## Geschiedenis
Meiningen is in de vroege middeleeuwen ontstaan op het knooppunt van diverse handelswegen. De naam Meiningen komt voor het eerst voor in een oorkonde uit 982. In 1230 wordt Meiningen voor het eerst als stad vermeld. De plaats behoorde tot 1542 tot Prinsbisdom Würzburg. Vanaf 1583 was de stad het bestuurlijk centrum van het Henneberger Land. Van 1680 tot 1920 was het de hoofdstad en de residentie van het hertogdom Saksen-Meiningen.
Tegenwoordig is Meiningen het culturele, financiële en juridische centrum van Zuid-Thüringen. De stad is bekend om zijn theaters, classicistische gebouwen, parken en stoomlocomotief fabriek. De economie van Meiningen drijft op het toerisme, de high-techindustrie en de machinebouw. De stad heeft een recreatiecentrum met overdekt zwembad en een caravanpark.
Zijn culturele reputatie heeft Meiningen onder meer te danken aan de vernieuwingen die hertog George II van Saksen-Meiningen in de tweede helft van de negentiende eeuw heeft ingevoerd in de theaterkunst. De Meininger principes die aan deze vernieuwingen ten grondslag lagen, werden door veel Europese theaters overgenomen. De in 1690 opgerichte Meininger Hofkapelle is een van de oudste orkesten in Europa. Beroemde dirigenten van de hofkapel waren Hans von Bülow en Max Reger.

## Verkeer
Meiningen is gelegen aan de Duitse Bundesautobahn 71 en de Bundesstraße 19. Er zijn spoorwegverbindingen met Erfurt, Schweinfurt, Eisenach en Sonneberg. De luchthaven van Frankfurt ligt op ongeveer 175 kilometer.

## Bezienswaardigheden
- De oude stad met zijn vakwerk-huizen
- De Stadskerk Onze-Lieve-Vrouw
- Het kasteel Elisabethenburg
  - Max Reger-archief
  - Museum im Schloss Elisabethenburg
- Het kasteel Landsberg
- Het Grote en het Kleine Paleis
- Het Meininger Theater
- De Engelse Tuin en het Schlosspark
- De Goetz-Höhle, Europa's grootste toegankelijke spelonkgrot

## Geboren in Meiningen
- Adelheid van Saksen-Meiningen (1792-1849), koningin van het Verenigd Koninkrijk als (tweede) echtgenote van koning Willem IV
- Bernhard II van Saksen-Meiningen (1800-1882), van 1803 tot 1866 hertog van Saksen-Meiningen
- Augusta van Saksen-Meiningen (1843-1919), prinses van Saksen-Meiningen
- Frederik van Saksen-Meiningen (1861-1914), prins van Saksen-Meiningen
- Fritz Bernstein (1890-1971), Israëlisch politicus

## Partnersteden
- Neu-Ulm (Duitsland) sinds 1988
- Bussy-Saint-Georges (Frankrijk) sinds 2006
- Obertshausen (Duitsland) sinds 2007
- Meiningen (Vorarlberg) (Oostenrijk) sinds 2012

## Galerij

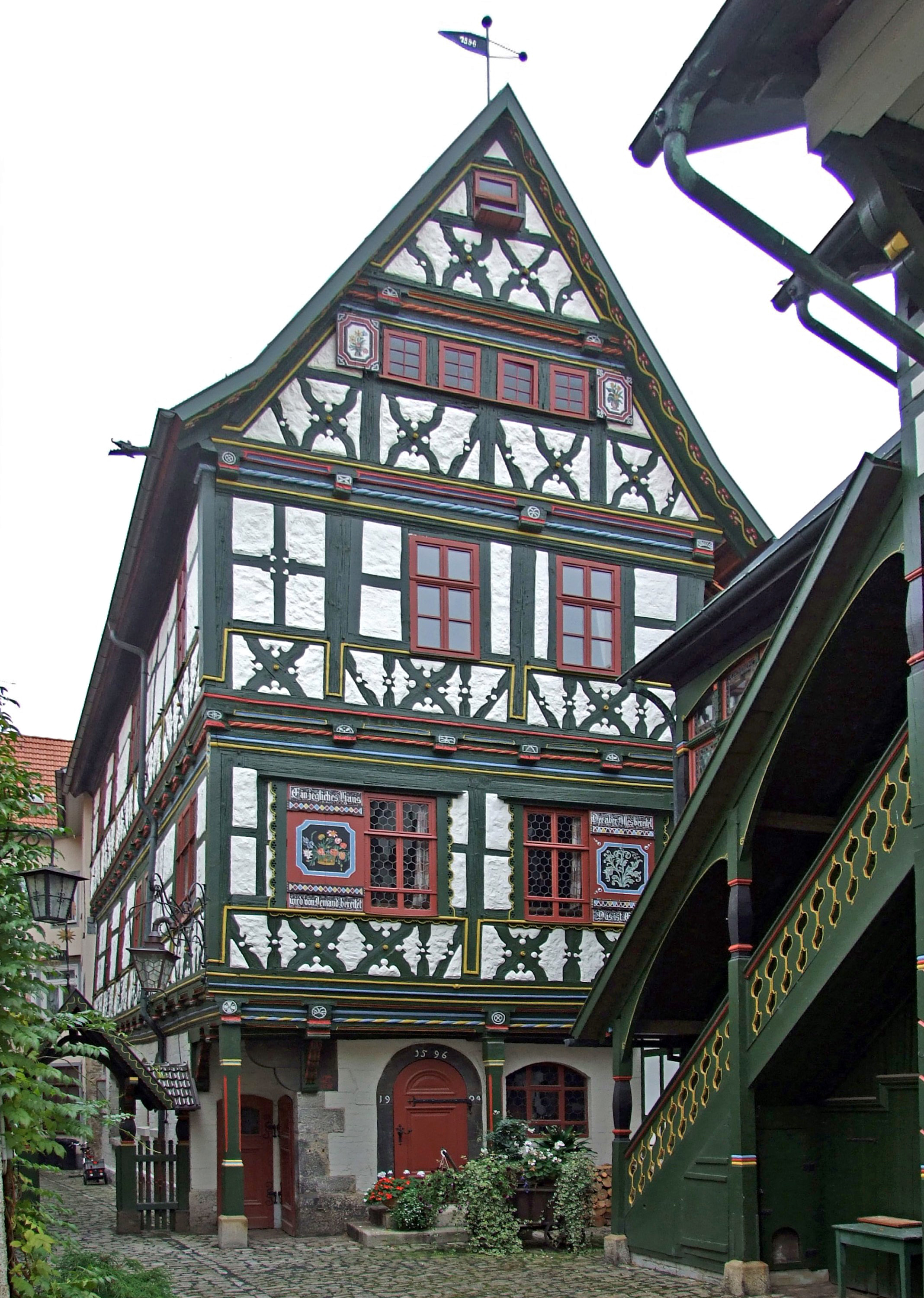
Het Büchnersches Hinterhaus (1596)
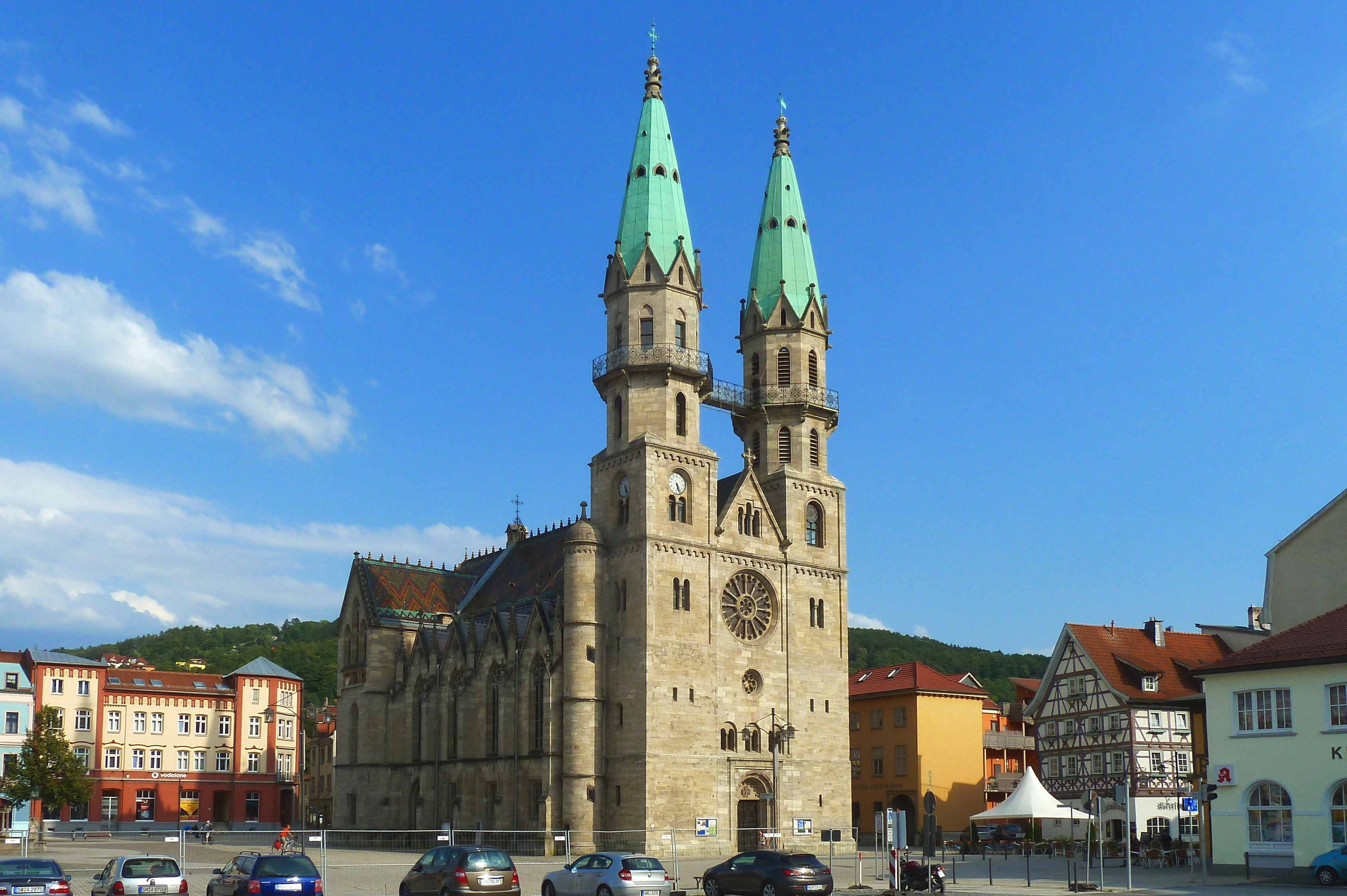
Stadskerk (gesticht rond 1003)
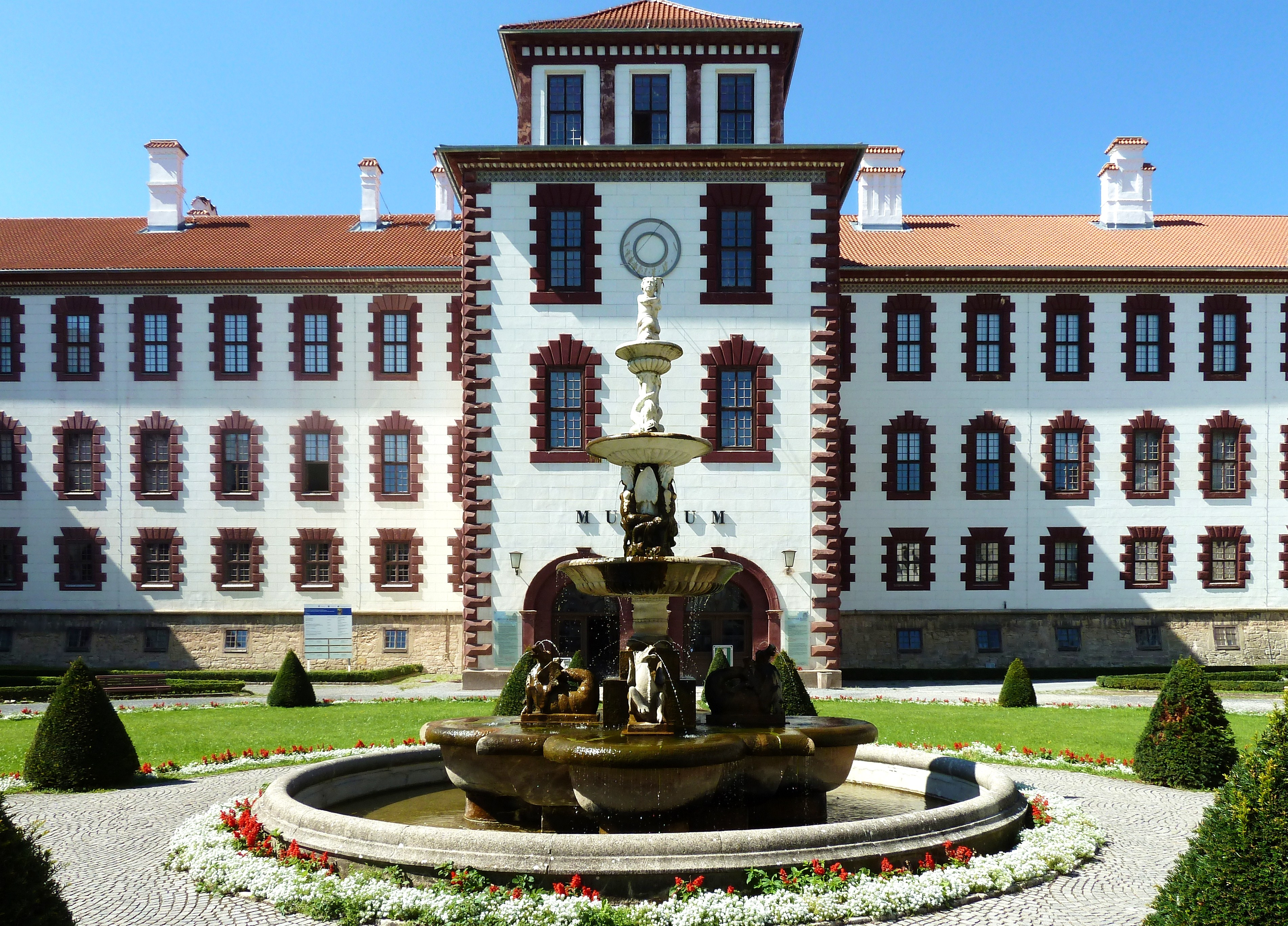
Schloss Elisabethenburg
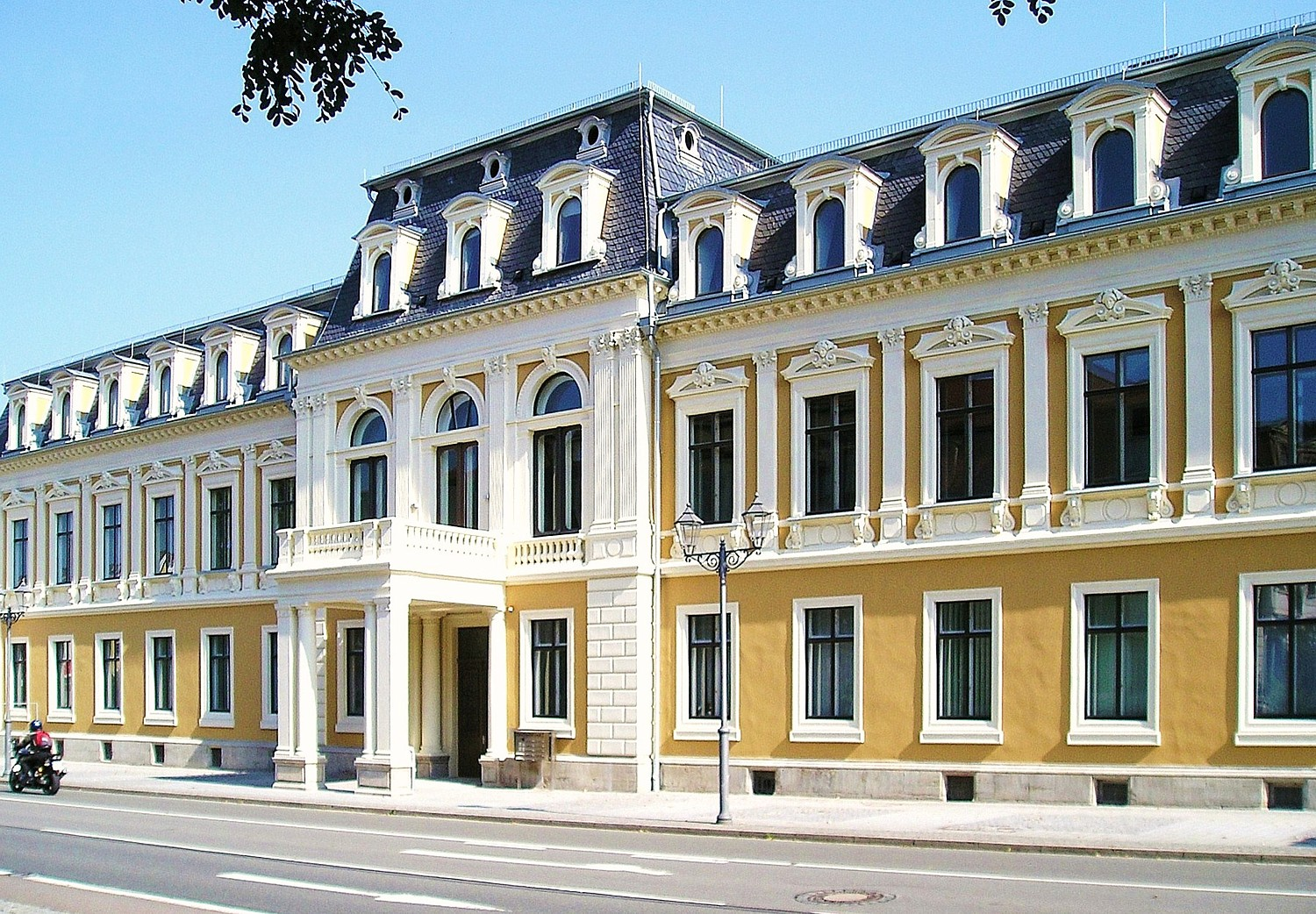
Het Grote Paleis
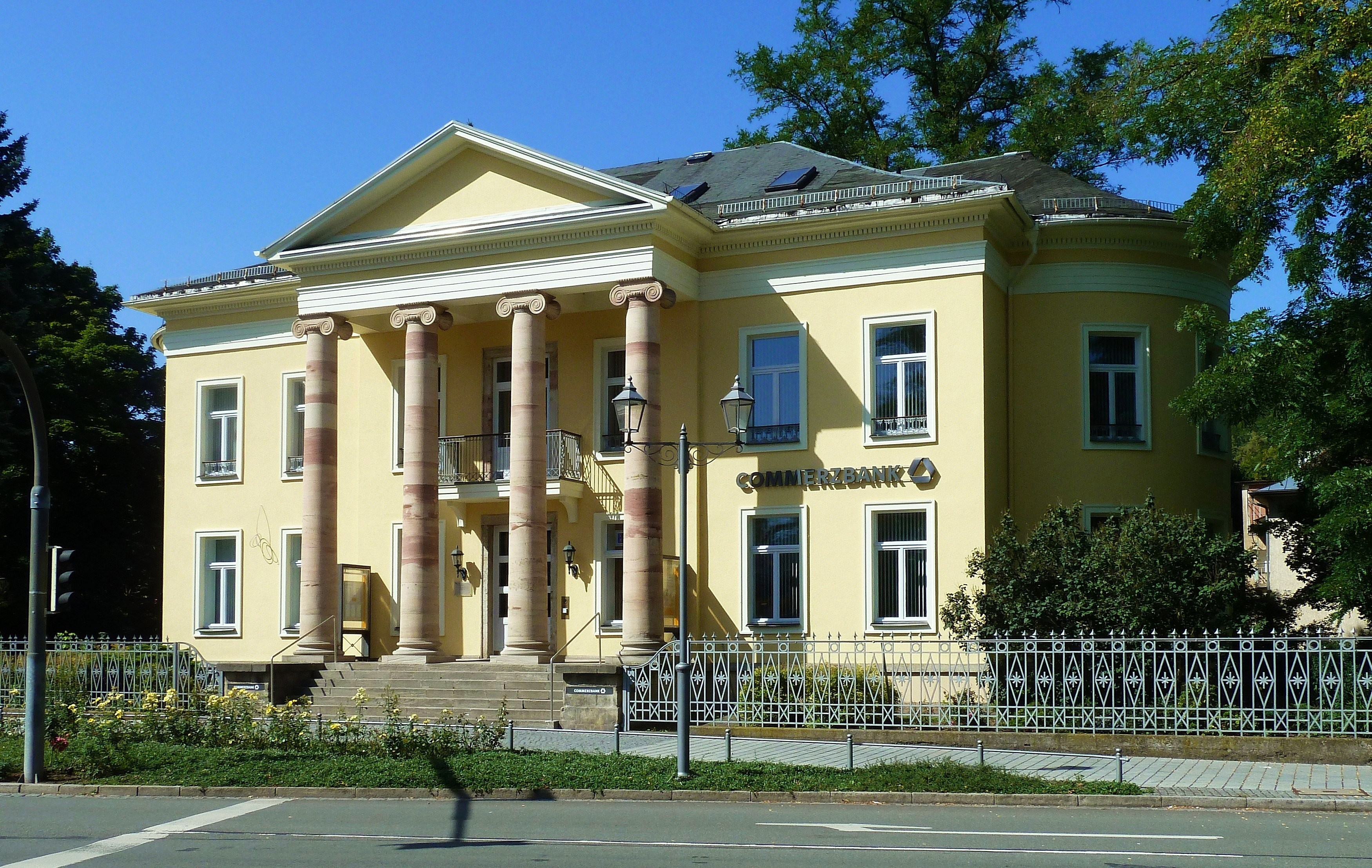
Het Kleine Paleis
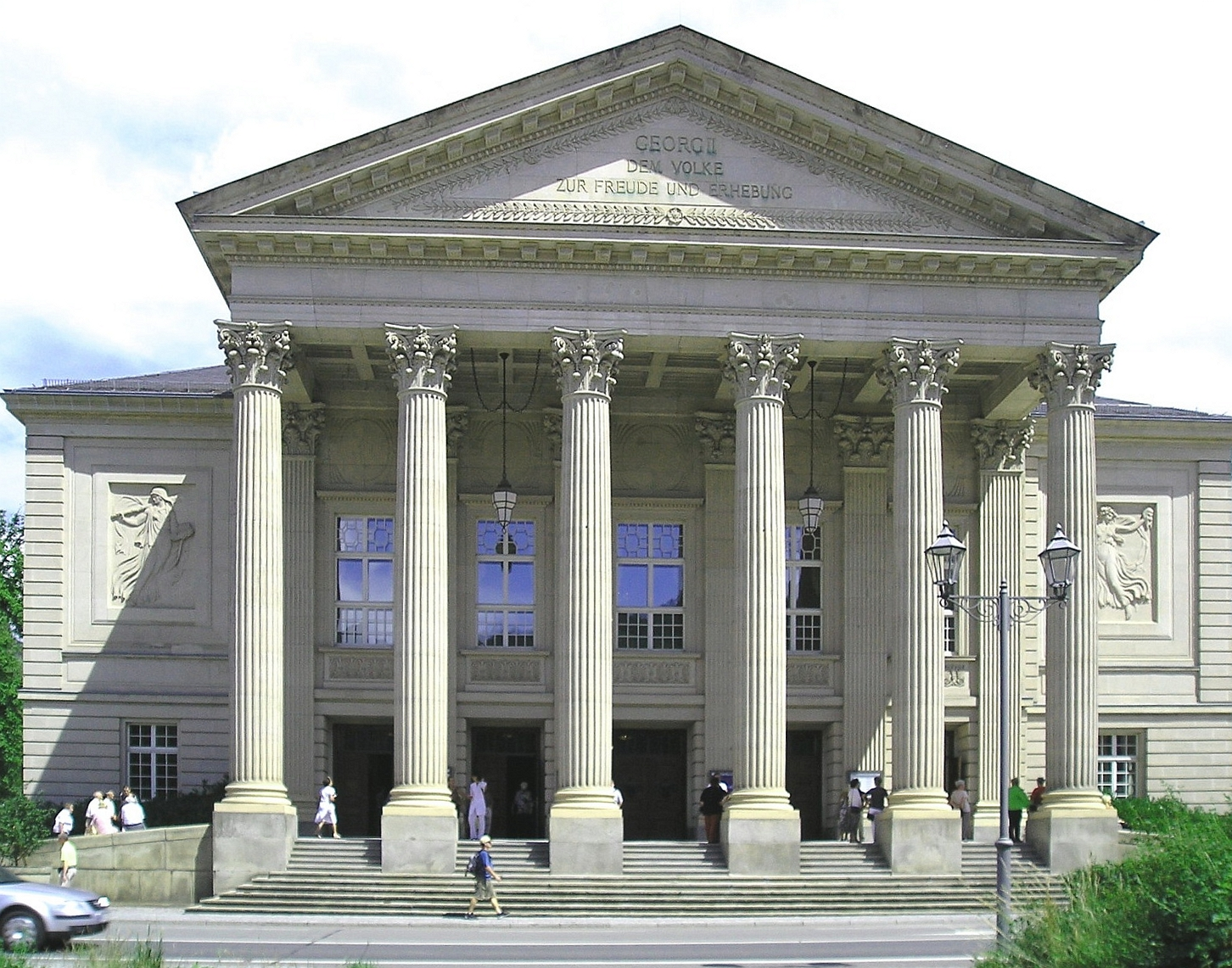
Meininger Theater
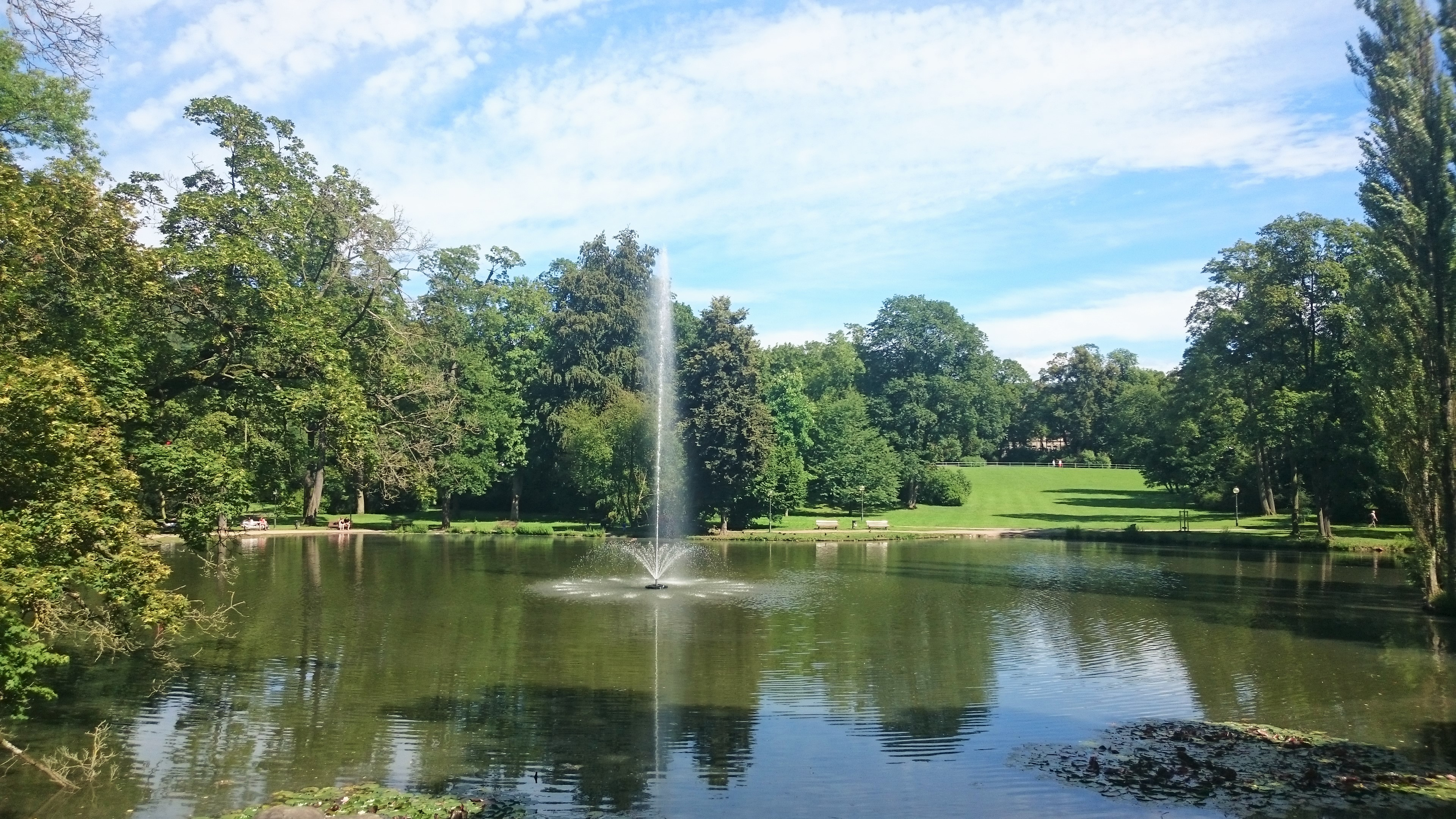
Englischer Garten
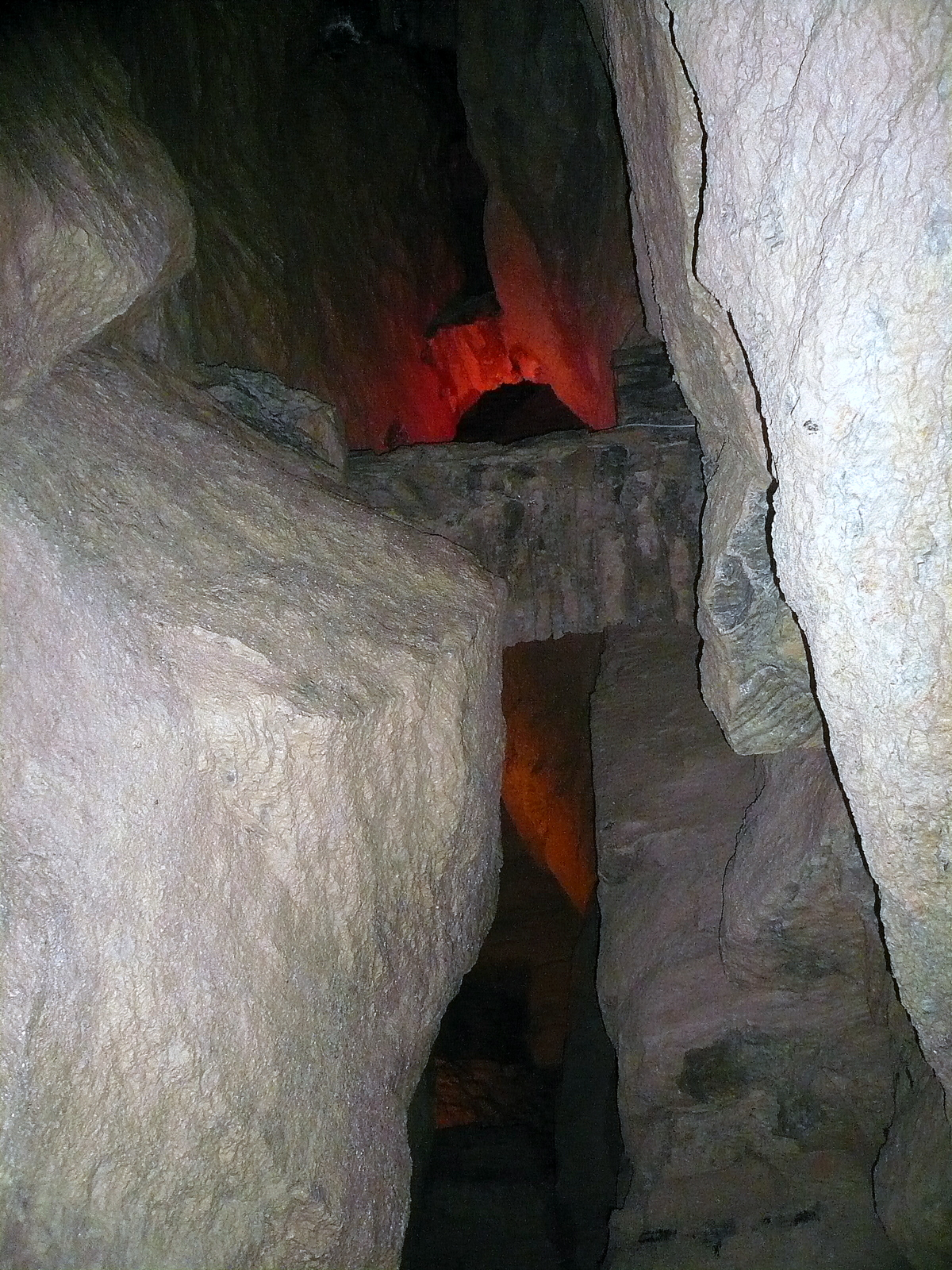
Goetz-Höhle

Aschenhausen ·
Belrieth ·
Birx ·
Breitungen/Werra ·
Brotterode-Trusetal ·
Christes ·
Dillstädt ·
Einhausen ·
Ellingshausen ·
Erbenhausen ·
Fambach ·
Floh-Seligenthal ·
Frankenheim/Rhön ·
Friedelshausen ·
Grabfeld ·
Kaltensundheim ·
Kaltenwestheim ·
Kühndorf ·
Leutersdorf ·
Mehmels ·
Meiningen ·
Melpers ·
Neubrunn ·
Oberhof ·
Oberkatz ·
Obermaßfeld-Grimmenthal ·
Oberweid ·
Rhönblick ·
Rippershausen ·
Ritschenhausen ·
Rohr ·
Rosa ·
Roßdorf ·
Schmalkalden ·
Schwallungen ·
Schwarza ·
Steinbach-Hallenberg ·
Stepfershausen ·
Sülzfeld ·
Untermaßfeld ·
Unterweid ·
Utendorf ·
Vachdorf ·
Wasungen ·
Zella-Mehlis

Verwaltungsgemeinschaften: Dolmar-Salzbrücke · Hohe Rhön · Wasungen-Amt Sand